# Hasan ibn Alí
Hasan ibn Alí ibn Abí Tálib byl vnuk Muhammada, zakladatele islámu. Byl jedním ze synů Muhammadovy dcery Fátimy a Alího, který je v sunnitské tradici považován za čtvrtého voleného chalífu, a v šíitské za prvního imáma. Sám Hasan je pak šíity považován za druhého imáma. Patří do tzv. ahl al-Bajt, čili mezi přímé Muhammadovy potomky.
Po smrti svého otce Alího se Hasan měl stát pátým chalífou. Za úplatek však ustoupil Mu‘ávijovi z rodu Umajjovců, který později zavraždil i Hasanova bratra Husajna, čímž si otevřel cestu k moci a stal se vládcem chalífátu.